# Lernu!
Lernu! és un portal gratuït i multilingüe per a l'aprenentatge de la llengua auxiliar internacional esperanto.

## Els cursos
Al web, l'usuari pot informar-se sobre aquesta llengua, estudiar-la mitjançant diversos recursos, utilitzar-ne la gramàtica, fer exercicis, jugar a jocs lingüístics, llegir i escoltar contes, fer servir diccionaris, intercanviar missatges amb altres persones interessades en la llengua i la cultura esperantista, participar en lliçons virtuals, escoltar música i veure curtmetratges en aquesta llengua. En diferents ocasions lernu! s'ha publicat en format CD i han aparegut diverses versions fora de la xarxa amb material afegit: música, programes i altres recursos no disponibles al web.
Pel que fa a l'enfocament pedagògic, el portal ofereix cursos propis, però també versions de cursos clàssics originalment publicats com a llibres, així com cursos basats en els exercicis proposats per Zamenhof. La majoria són de nivell mitjà, però també n'hi ha de nivell alt (C1). Un dels aspectes innovadors del portal és el fet que els diferents cursos obeeixen a perspectives diferents de la didàctica de la llengua, de manera que cada estudiant pot escollir el que millor l'escau. Així, alguns se centren en l'estudi de la gramàtica, mentre d'altres segueixen el mètode directe, basat en fotos i exemples, pràcticament sense explicacions en la llengua de l'estudiant. Segons els seus creadors, un dels cursos més populars és “La Puzlo Esperanto”, mitjançant el qual l'estudiant juga amb diferents arrels i afixos de la llengua, adonant-se que la gramàtica de l'esperanto és fonamentalment diferent de la gramàtica de les altres llengües. La majoria dels cursos tenen correcció automàtica dels exercicis, però també hi ha l'opció de treballar amb tutors voluntaris, freqüentment natius en la mateixa llengua de l'estudiant.

## Evolució del projecte
La idea de lernu! va néixer lligada al primer seminari de l'organització juvenil E@I (Educació i Internet), que va tenir lloc a Estocolm l'abril del 2000, i es va concretar l'octubre del 2001 durant el segon seminari d'E@I, celebrat a Uppsala. Des de llavors s'ha convertit en el principal projecte d'aquesta organització, que promou la col·laboració internacional i la comunicació a partir de projectes educatius basats en l'aprenentatge intercultural i en l'ús de les diverses llengües i les noves tecnologies. El juliol del 2002 el projecte va rebre el suport de la fundació Esperantic Studies Foundation i el portal es va crear l'agost del mateix any. La seva aparició pública va ser el 21 de desembre del 2002 i des d'aquell moment és un portal mantingut per E@I i els seus col·laboradors.
En els darrers anys, el projecte ha evolucionat i ha tingut diverses ramificacions. Així, des de 2007 es fan trobades anuals d'usuaris de lernu! a l'Escola d'Estiu d'Esperanto, normalment a Nitra o a alguna altra localitat d'Eslovàquia, amb la participació de 150-200 persones. Es tracta de cursos presencials intensius d'una setmana de duració, on els estudiants es troben en un context d'immersió en la llengua internacional. El 2008 lernu! va rebre el diploma d'acció excel·lent que atorga cada any l'Associació Universal d'Esperanto. Alguns estudiosos el consideren un dels portals per aprendre llengües més efectius del món. Gràcies a l'èxit de lernu!, el coordinador d'E@I Peter Baláž va rebre el 2012 el premi d'Esperantista de l'Any, que atorga annualment la revista La Ondo de Esperanto. Lernu! ha inspirat iniciatives similars, gratuïtes i multilingües, per l'aprenentatge d'altres llengües, com l'eslovac.

## Lernu! i l'esperanto a internet
En l'era de la comunicació virtual, lernu! és considerat el centre de la Internet esperantista, així com una de les principals raons de l'increment de la popularitat d'aquesta llengua a la xarxa. A mitjans del 2006 el portal era visitat més de 75.000 vegades al mes, el 2011 més de 100.000 i des del 2013 la xifra s'ha situat entre els 150.000 - 200.000 usuaris mensuals. Fins a l'aparició de duolingo, lernu! era la col·lecció de cursos d'esperanto més gran i popular a internet.
Lernu! apareix sovint mencionat als articles als diaris i revistes, així com a programes de ràdio o televisió, que expliquen de quina manera les noves tecnologies han ajudat a revifar no només aquesta llengua, sinó també les llengües artificials o planificades en general, així com en articles sobre el seu aprenentatge. Atès que permet fer estudis empírics qualitatius, però també quantitatius sobre la demografia dels seus parlants, és també una font freqüent en investigacions acadèmiques sobre l'ús i la vitalitat de l'esperanto en l'actualitat.